# Sonja Ferlov
Sonja Ferlov Mancoba est une sculptrice et peintre danoise née le 1er novembre 1911 à Copenhague et décédée le 17 décembre 1984 à Paris.

## Biographie
Sonja Ferlov a participé au mouvement Linien, qui regroupait des artistes danois qui seront en majorité impliqué dans le mouvement CoBrA. Entre 1936 et 1946, elle travaille à Paris notamment dans les masques. Elle rencontre ensuite en 1940 son futur mari, l'artiste sud-africain Ernest Mancoba. Elle intègre plus tard le mouvement CoBrA.

## Œuvres
Une dizaine des œuvres de Sonja Ferlov est exposée au Statens Museum for Kunst à Copenhague. Parmi elles on trouve :
- A l'écoute du silence. Hommage à Steingrim Laursen, 1969, sculpture en bronze
- Solidarité. Hommage à Elise Johansen, 1966, sculpture en bronze.

Une exposition de ses œuvres a lieu en 2019 au Centre Pompidou à Paris.